# Domaszék
Domaszék ist eine ungarische Großgemeinde im Kreis Szeged im Komitat Csongrád-Csanád.

## Geografische Lage
Domaszék liegt 11,5 Kilometer westlich der Stadt Szeged. Nachbargemeinden in westlicher Richtung sind Mórahalom und Zákányszék. Im östlichen Teil der Großgemeinde liegt ein ausgedehntes Kleingartengebiet (Domaszéki kiskertek).

## Geschichte
Der Ort ist seit 1952 eine eigenständige Gemeinde, vorher gehörte er zur Stadt Szeged.

## Gemeindepartnerschaften
- Bački Vinogradi (Бачки Виногради), Serbien
- Lueta, Rumänien
- Wolbrom, Polen

## Sehenswürdigkeiten
- Eisenbahnmuseum (Vasútmúzeum) im ehemaligen Bahnhofsgebäude
- Kruzifixe
- 1956er-Denkmal (1956-os emlékmű), erschaffen von Balázs Szemerey-Kiss
- Römisch-katholische Backsteinkirche Szent István király, erbaut 1938, im Ortsteil Zöldfás
- Römisch-katholische Kirche Szent Kereszt felmagasztalása, erbaut 1988
- Weltkriegsdenkmal (II. világháborús emlékmű)

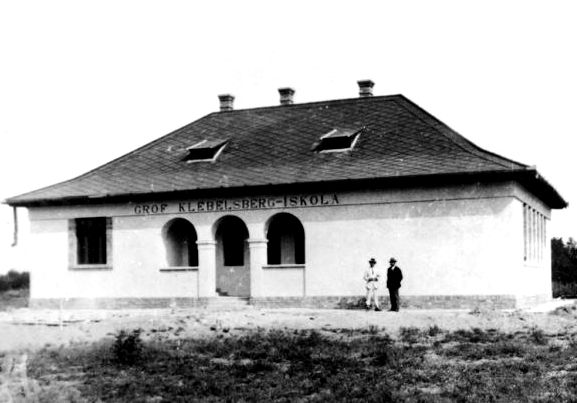
Graf-Klebelsberg-Landschule (1920er Jahre)
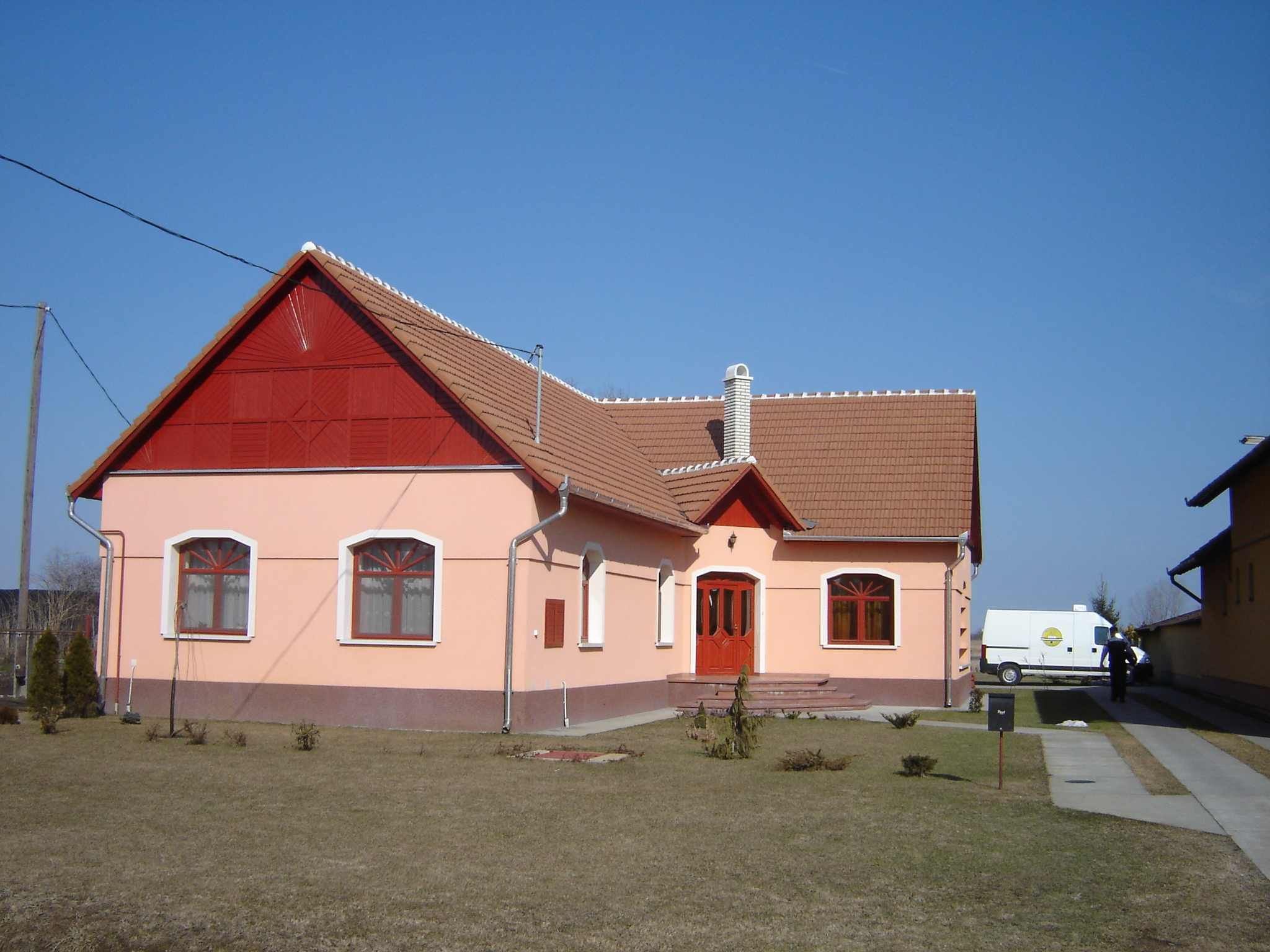
Hausneubau mit Sonnenstrahl-Dachfassade

## Verkehr
Südlich von Domaszék verläuft die Hauptstraße Nr. 55, nördlich die Landstraße Nr. 5431 und östlich die Autobahn M5. Der nächstgelegene Bahnhof befindet sich in Szeged. Seit 1927 war der Ort angebunden an eine Kleinbahnstrecke (Szegedi Kisvasút) von Szeged nach Pusztamérges. Der Verkehr auf dieser Strecke wurde jedoch 1975 eingestellt.